# Konstantia av Antiokia
Konstantia av Antiokia, född 1127, död 1163, var en monark (regerande furstinna) av korsfararstaten Antiokia från 1130 till 1163.
Hon var det enda barnet till fursten Bohemund II av Antiokia och Alice av Jerusalem.  
Konstantia efterträdde sin far som monark i Antiokia vid fyra års ålder 1130 under förmynderskap av sin morfar Balduin II av Jerusalem och ingifte morbror Fulko av Jerusalem. Hennes mor Alice försökte överta regentskapet i allians med atabeg Zengi av Mosul genom att lova bort henne till en muslimsk prins, men förvisades då av morfadern från Antiokia. 
Modern gjorde ett till försök till statskupp 1135, denna gång i allians med Bysans genom att lova bort Konstantia till den bysantinska tronföljaren Manuel Comnenus, men misslyckades även denna gång och förvisades av Fulke. Samma år trolovades Konstantia av förmyndarrådet under Fulke med Raymond av Poitiers, yngre son till Wilhelm IX av Akvitanien. Trolovningen hölls hemlig, och Raymond smugglades till Antiokia i förklädnad 1136 och vigdes snabbt vid Konstantia. 
År 1149 blev Konstantia änka. Hon mottog genast en mängd politiska äktenskapsförslag, men vägrade varenda ett. År 1153 gifte hon sig med Raynald av Châtillon, som utnämndes till hennes medregent. När maken tillfångatogs i strid 1160 hävdade Konstantia sin rätt att ensam styra och vägrade att abdikera för sin son. Balduin III av Jerusalem lät ändå utropa hennes son till medregent med patriarken Aimery som förmyndare, men Konstantia fick då stöd av sin svärson, kejsar Manuel I. 
När Konstantia år 1163 slöt en allians med Kilikien utbröt dock uppror och hon tvingades fly från Antiokia. Hon avled senare samma år.